# Molokai
Molokai (havajski Molokaʻi) je havajski otok u obliku ribe ili cipele. Svjetla Honolulua mogu se vidjeti s ovog otoka. Nadimak otoka je "prijateljski otok".
Na ovom je otoku bila kolonija gubavaca nazvana Kalaupapa, a katolički misionari predano su radili za boljitak gubavaca. Najpoznatiji misionari su bili Otac Damien i Majka Marianne Cope, koju je Rimokatolička crkva proglasila blaženom.
Prvi Europljanin koji je posjetio otok bio je George Dixon.
Najviša točka otoka je Kamakou. Mnoge endemične vrste žive ondje, te je otok posebno poznat po ʻoʻōu, izumrloj ptici.
Zanimljivo je da su mnogi vladari otoka bile žene, od kojih je najpoznatija Kapau-a-Nuʻakea.